# Hombrecitos verdes (guerra ruso-ucraniana)

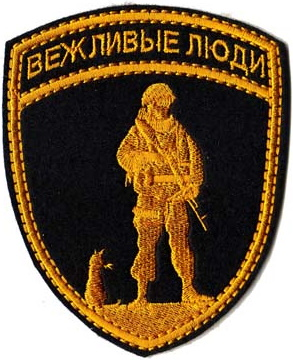
Parche de los hombrecitos verdes, en ruso: "Gente educada"

El término «hombrecitos verdes» (en ruso зелёные человечки, romanizado zelyonye chelovechki; en ucraniano зелені чоловічки, romanizado zeleni cholovichky) hace referencia a los soldados enmascarados de la Federación de Rusia vestidos con uniformes militares verdes y sin insignias de identificación, que, armados con armas de fuego de origen ruso, aparecieron durante la primera fase de la guerra ruso-ucraniana en 2014. El gobierno ruso negó inicialmente que se tratara de tropas regulares de sus fuerzas armadas, mientras que el Comandante Supremo Aliado en Europa, y General del Comando de Operaciones de la Organización del Tratado del Atlántico Norte (OTAN) Philip M. Breedlove, declaró creer que las personas armadas en el territorio de Ucrania, en particular en Crimea, eran de hecho soldados de las Fuerzas Armadas Rusas. 

## Contexto

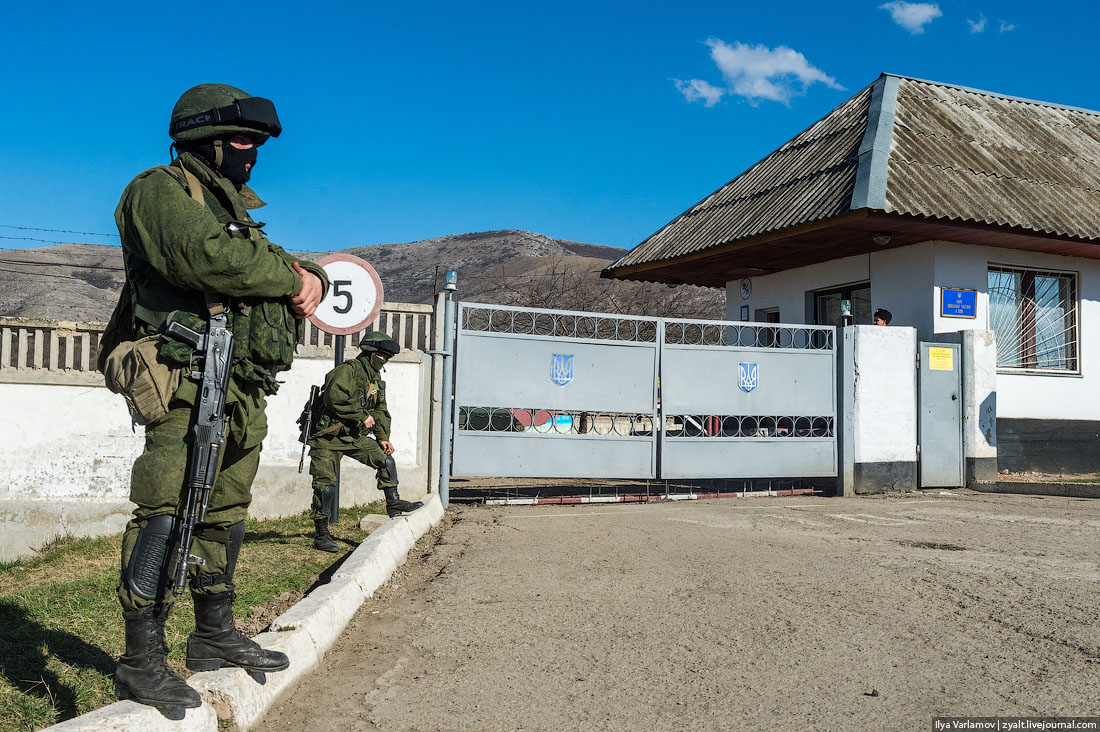
Soldados sin insignias en Crimea, durante la crisis de 2014.

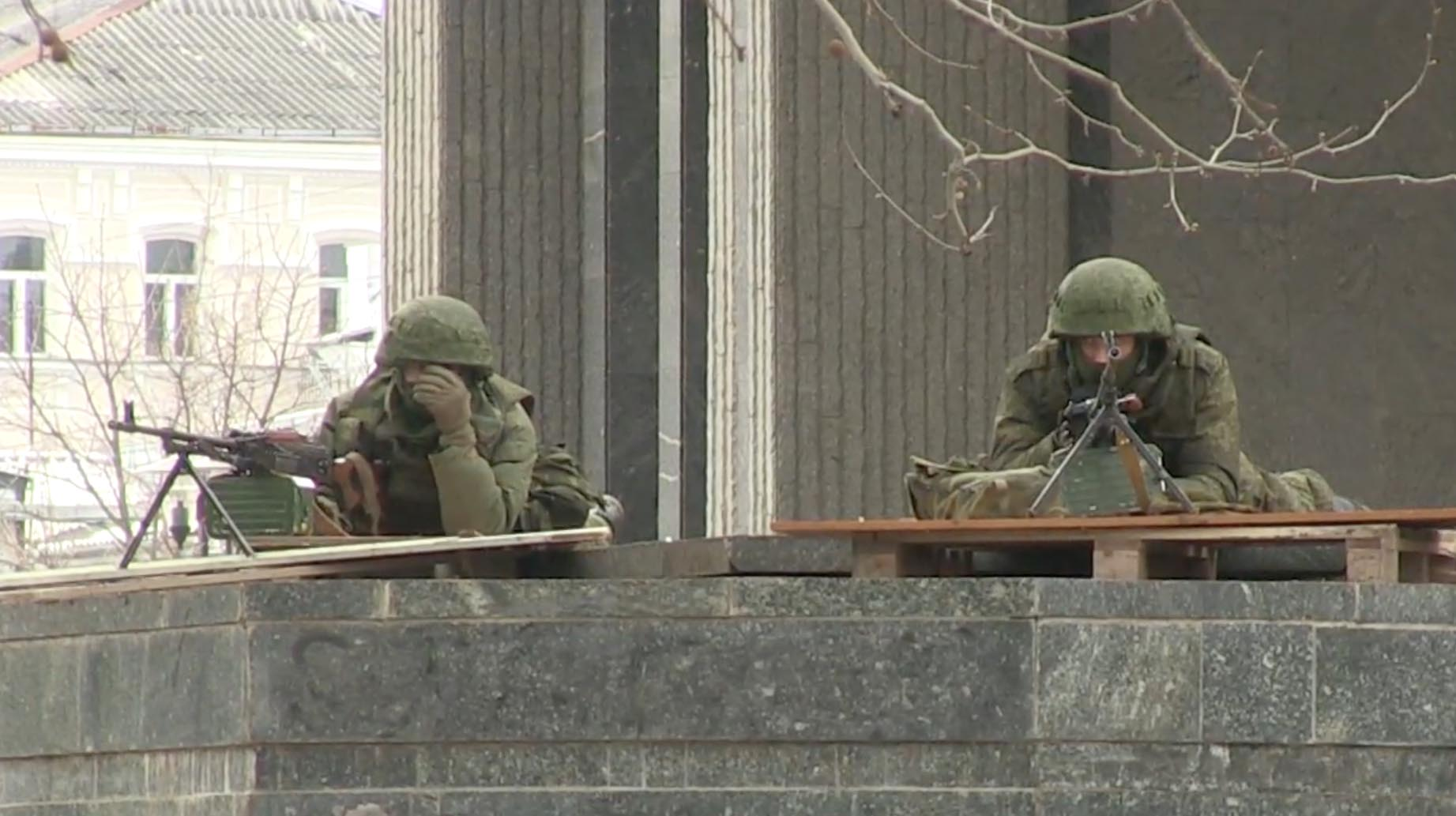
Soldados sin insignias sobre el Edificio del Consejo Supremo de Crimea en Simferópol, durante su captura, 27 de febrero de 2014.

La guerra ruso-ucraniana es un conflicto bélico actualmente en curso entre Rusia y Ucrania que comenzó en febrero de 2014 tras el denominado Euromaidán, una serie de protestas que habían comenzado en Kiev en noviembre de 2013 debido a la suspensión de la firma del Acuerdo de Asociación entre Ucrania y la Unión Europea. Se acrecentó a partir de 2021 y desembocó en la invasión rusa de Ucrania el 24 de febrero de 2022.

## Origen
El término surgió por primera vez durante la adhesión de Crimea a Rusia en 2014, cuando tales fuerzas ocuparon y bloquearon el Aeropuerto Internacional de Simferópol y la mayoría de las bases militares de las Fuerzas Armadas de Ucrania en Crimea, como así también el Edificio del Consejo Supremo de Crimea en Simferópol. Por otro lado, el presidente de Rusia, Vladímir Putin, negando la participación de las Fuerzas Armadas de Rusia, y específicamente de sus fuerzas terrestres, declaró que se trataba de una milicia local que había incautado sus armas al Ejército de Ucrania, mientras que los medios de comunicación de Rusia se refirieron a ellos con el eufemismo "gente educada" (en ruso: вежливые люди, romanizado: vezhlivye lyudi).

## Equipamiento

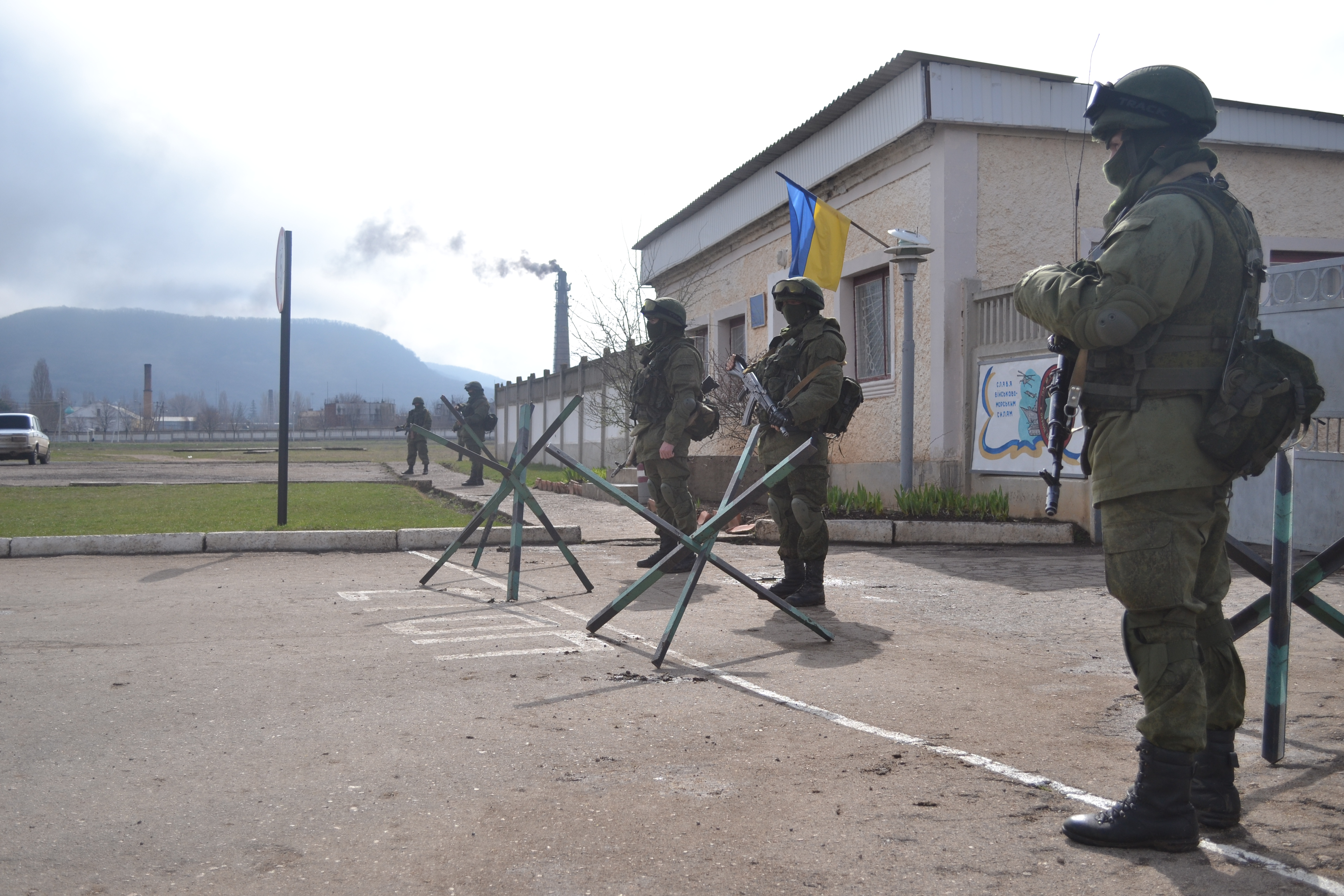
Soldados sin insignias armados con fusiles de asalto AK-74M bloqueando el acceso hacia la base militar de la aldea de Perevalne, a 25 kilómetros al sur de Simferópol, Crimea, 2014.

De acuerdo a un análisis realizado por la revista finlandesa Suomen Sotilas (Soldado de Finlandia) sobre las armas de fuego y los equipos utilizados por los "hombrecitos verdes" de la Federación de Rusia, y de acuerdo a imágenes tomadas sobre ellos durante el conflicto, estos individuos se encontraban equipados con:
- Uniformes de Combate EMR nuevos
- Chalecos Tácticos 6Sh112 o 6Sh117 nuevos
- Cascos Compuestos 6B7-1M nuevos
- Ametralladoras PKP de 7,62 mm nuevas
- Fusiles de asalto AK-74M de 5,45 mm nuevos
- Cascos Compuestos 6B26 (Únicamente utilizados por las Tropas Aerotransportadas de la Federación de Rusia)
- Chalecos Tácticos 6Sh92-5 (Únicamente utilizados por las Tropas Aerotransportadas de la Federación de Rusia)
- Uniformes de Combate Gorka-3 (Únicamente utilizados por las fuerzas especiales y las Tropas de Montaña de la Federación de Rusia)
- Chalecos Tácticos Smersh AK/VOG (Únicamente utilizados por las fuerzas especiales de la Federación de Rusia)

Este mismo artículo también llega a la conclusión de que, con una probabilidad muy alta, estas tropas pertenecen a la 45.° Brigada de Guardias Spetsnaz con sede en Kubinka, Moscú, Rusia. Otras fuentes, incluidos los medios estatales rusos, han confirmado que los "hombrecitos verdes" eran una mezcla de agentes de las fuerzas especiales y otras unidades de las Fuerzas Especiales de la Dirección Principal del Estado Mayor General de las Fuerzas Armadas Rusas. Además, medios de comunicación ucranianos publicaron una foto sobre un soldado ruso, sin identificación, que se encontraba armado con un rifle francotirador VSS Vintorez, que fue tomada como una prueba más sobre el despliegue de las fuerzas especiales rusas en Crimea.